# EPOC
EPOC jest rodziną systemów operacyjnych opracowanych przez firmę Psion przeznaczonych dla urządzeń przenośnych, przede wszystkim PDA.

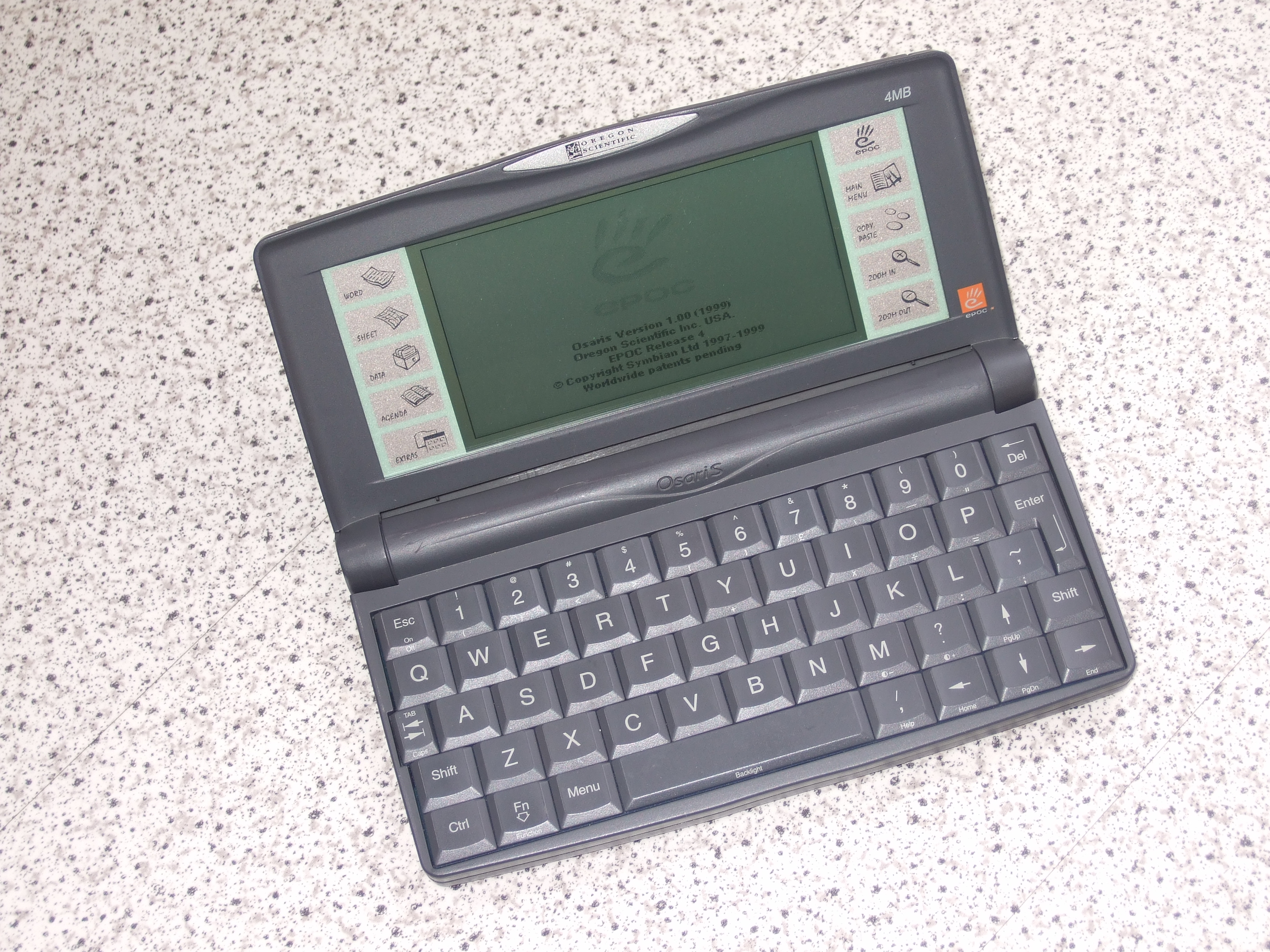
Osaris PDA firmy Oregon Scientific z systemem EPOC

## EPOC16
EPOC16, początkowo nazywany po prostu EPOC, jest systemem operacyjnym opracowanym przez Psion w późnych latach 80. i wczesnych 90. dla urządzeń „SIBO” (SIxteen Bit Organisers). Wszystkie urządzenia z EPOC16 cechował procesor Intel 8086 i 16-bitowa architektura. EPOC16 jest systemem operacyjnym przeznaczonym dla pojedynczego użytkownika, mogącym pracować w trybie wielozadaniowości z wywłaszczaniem, napisanym w asemblerze oraz języku C i zaprojektowanym tak, aby był przenoszony w pamięci ROM. Urządzenia SIBO to: MC200, MC400, Series 3, Series 3a, Series 3c, Series 3mx, Siena, Workabout and Workabout mx. MC400 i MC200, pierwsze urządzenia pod kontrolą EPOC16, zostały wypuszczone na rynek w 1989, a we wrześniu 2007 Workabout mx ciągle znajdował się w produkcji.
W późnych latach 90. do tego systemu operacyjnego przypisano nazwę EPOC16, aby odróżnić go od nowego systemu operacyjnego jakim był EPOC32.

## EPOC32, Symbian OS
Pierwsze wydanie EPOC32 (Release 1) pojawiło się w Series 5 ROM v1.0 w 1997. Następnie ROM v1.1 w wersji Release 3 (Release 2 nigdy nie było publicznie dostępne). Ta została z kolei zastąpiona przez Series 5mx, Revo / Revo plus, Series 7 / netBook i netPad (wszystkie z wersją Release 5).
System operacyjny EPOC32, o którym mówiono po prostu EPOC, został później przemianowany na Symbian. By zrobić jeszcze większe zamieszanie z nazwami, przed zmianą w Symbiana, EPOC16 był często utożsamiany z SIBO aby odróżnić go od „nowego” systemu EPOC. Pomimo podobieństw w nazwach, EPOC32 i EPOC16 były zupełnie odmiennymi systemami operacyjnymi. EPOC32 napisany w języku C++, który był rozwijany w połowie lat 90.
EPOC32 jest systemem operacyjnym przeznaczonym dla pojedynczego użytkownika, mogącym pracować w trybie wielozadaniowości z wywłaszczaniem, posiadającym zabezpieczenie pamięci, co zmuszało programistów do rozdzielania ich aplikacji na silnik i interfejs użytkownika. Linia urządzeń PDA firmy Psion wyposażona była w graficzny interfejs użytkownika nazywany EIKON, który był specjalnie zaprojektowany do przenośnych urządzeń z klawiaturą (te prawdopodobnie wyglądały bardziej jak GUI komputerów stacjonarnych niż palmtopów). Jednakże jedną z rzeczy charakterystycznych EPOC jest łatwość z jaką nowy GUI może być rozwijany bazując na bazowym zespole klas GUI, cesze, która była szeroko eksplorowana począwszy od Ericssona R380.
EPOC32 był początkowo przeznaczony dla rodziny procesorów ARM, włączając w to: ARM7, ARM9, StrongARM i XScale Intela, ale może być kompilowany w odniesieniu do urządzeń korzystających z innych typów procesorów.
W czasie rozwoju EPOC32, Psion planowało udostępnić licencję na EPOC postronnemu producentowi urządzeń, i prowadzić dalej swój dział oprogramowania jako osobna spółka Psion Software. Jedną z pierwszych licencji był krótko produkowany Geofox, którego produkcja zatrzymała się na poziomie mniej niż 1000 sprzedanych sztuk. Ericsson wypuścił Psion Series 5mx pod nową marką zwaną MC218, a później stworzył smartphone bazujący na EPOC Release 5.1, R380. Oregon Scientific także wypuściło urządzenie z systemem EPOC w przystępnej cenie, Osaris (jedyne urządzenie z EPOC w wersji Release 4).
W czerwcu 1998, Psion Software stała się firmą Symbian Ltd., spółką joint venture pomiędzy Psion i producentami telefonów: Ericsson, Motorola i Nokia. Jako wydanie szóste (Release 6), EPOC był już nazywany po prostu Symbian.